# Persano
Persano is een plaats (frazione) in de Italiaanse gemeente Serre.

## Voetnoten
1. ↑  Dato Istat 1991